# Gordon-Bennett-Cup (Ballonfahren)

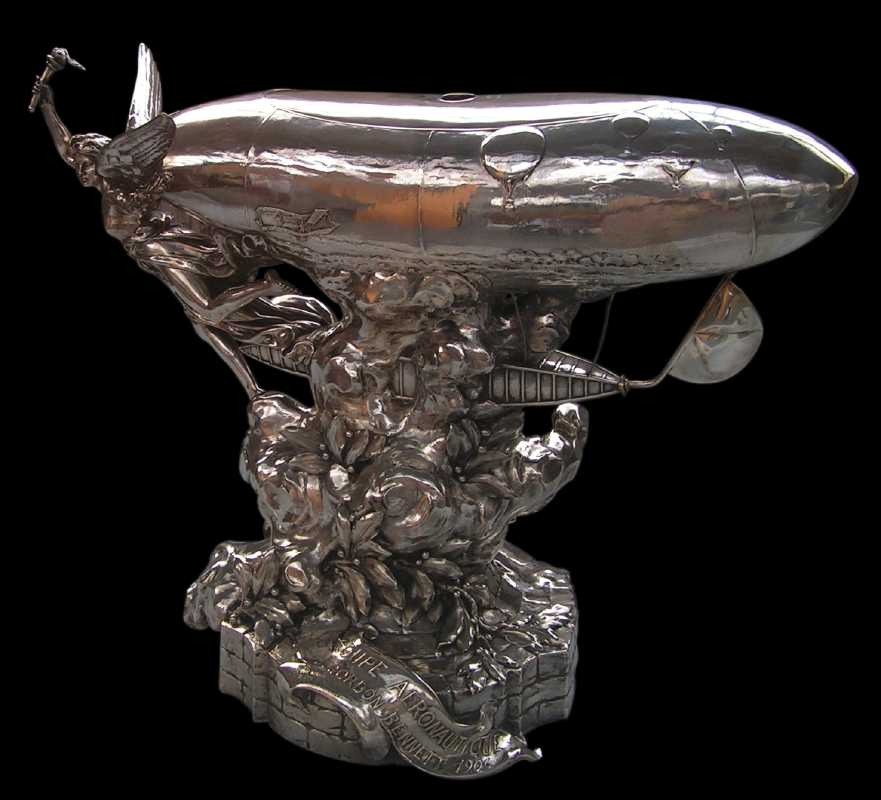
Der Pokal von 1906

Der Gordon-Bennett-Cup (französisch Coupe aéronautique Gordon Bennett) ist die älteste jährlich stattfindende internationale Ballonsportveranstaltung für Gasballone. Initiator war der Amerikaner James Gordon Bennett junior, der Verleger des New York Herald. Zugelassen sind bis zu drei Ballonteams je Nation. Es siegt das Team, das bei seiner Landung die größte Entfernung zum Startpunkt erreicht hat. Das Heimatland der Gewinner ist jeweils der Austragungsort des übernächsten Rennens.

## Geschichte

St. Louis 1907 vor dem Start

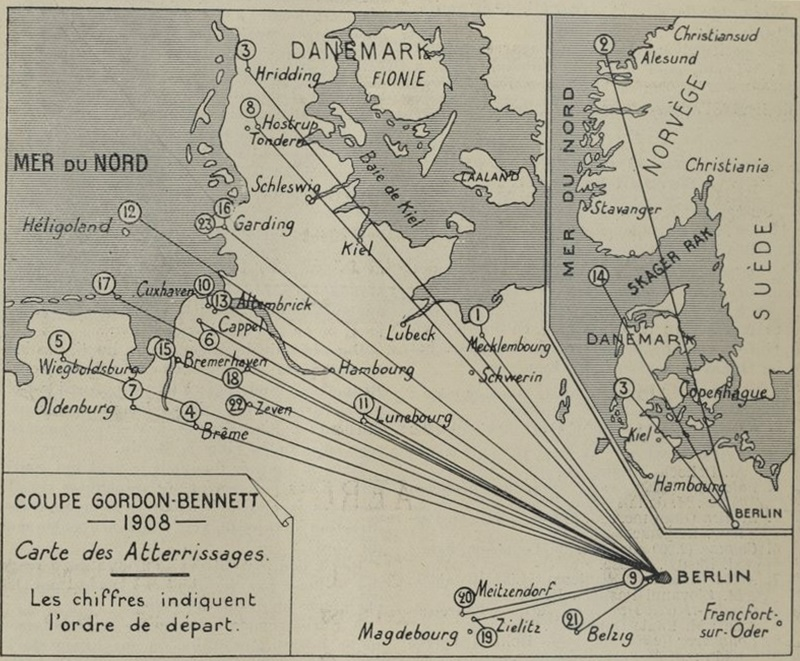
Karte der Landeorte des Gordon-Bennett-Cups 1908 mit Startpunkt Berlin

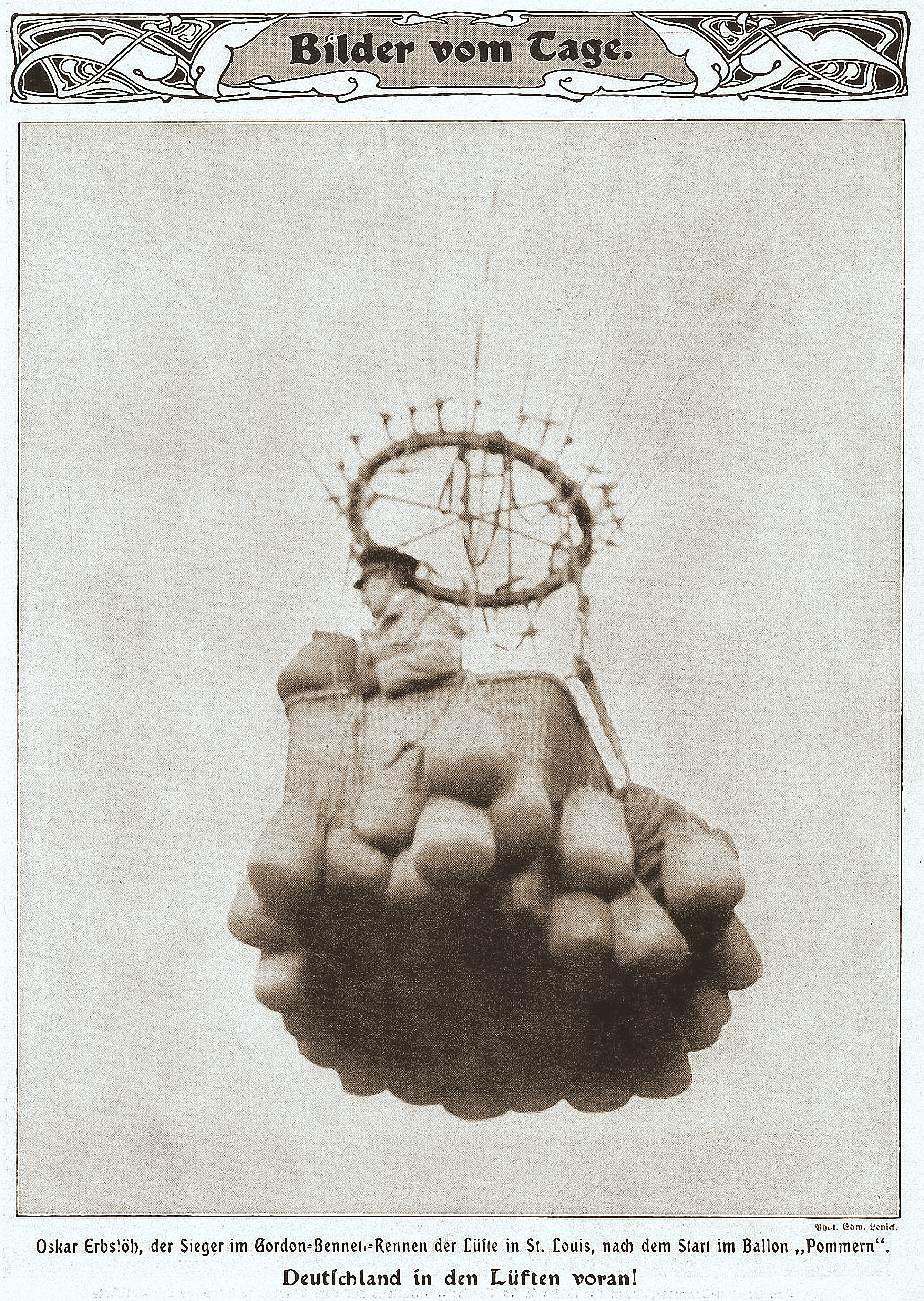
Oskar Erbslöh, der Sieger von 1907 in St. Louis, nach dem Start im Ballon Pommern;
Foto von Edvin Levick

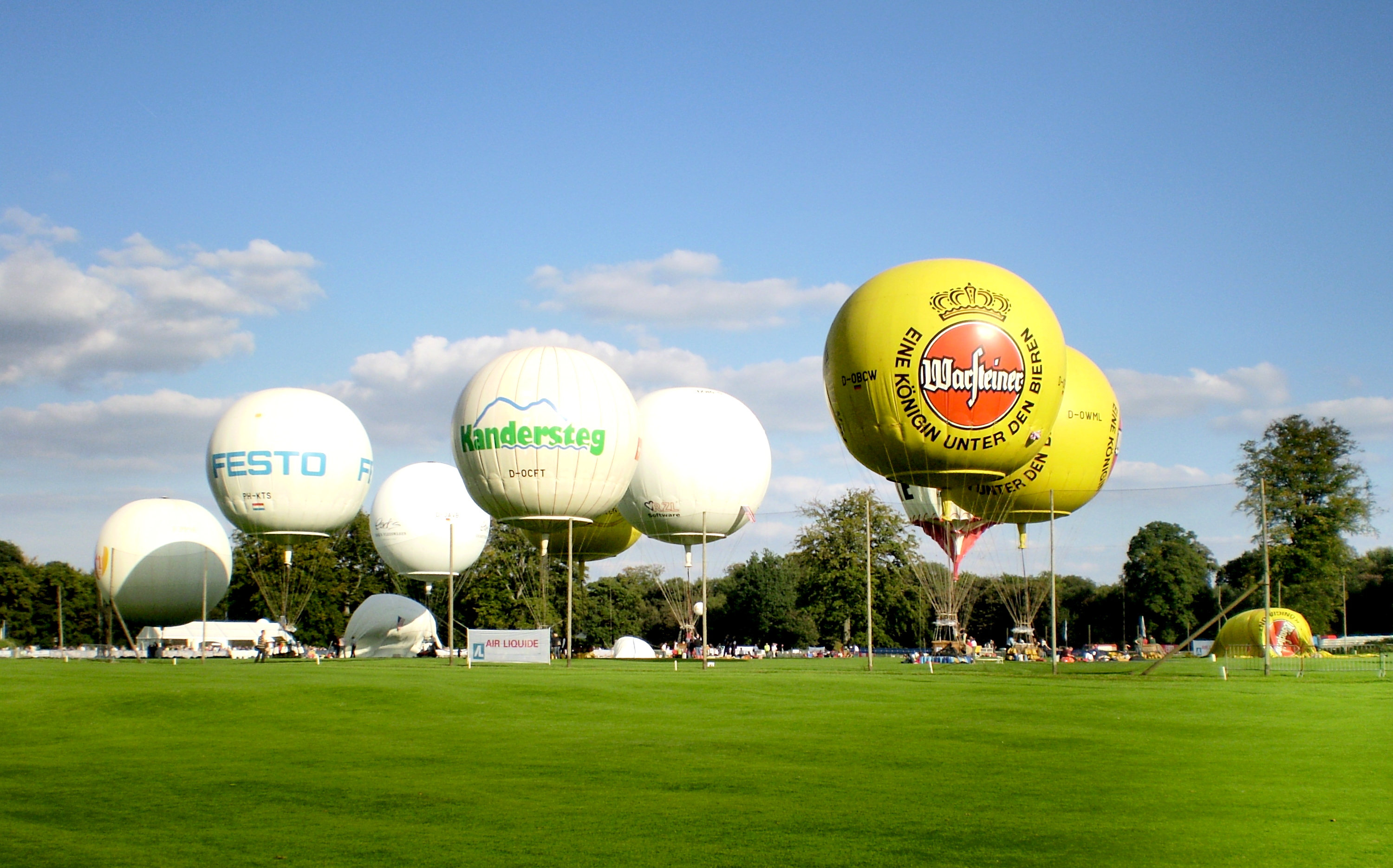
Gordon-Bennett-Cup 2007, Brüssel

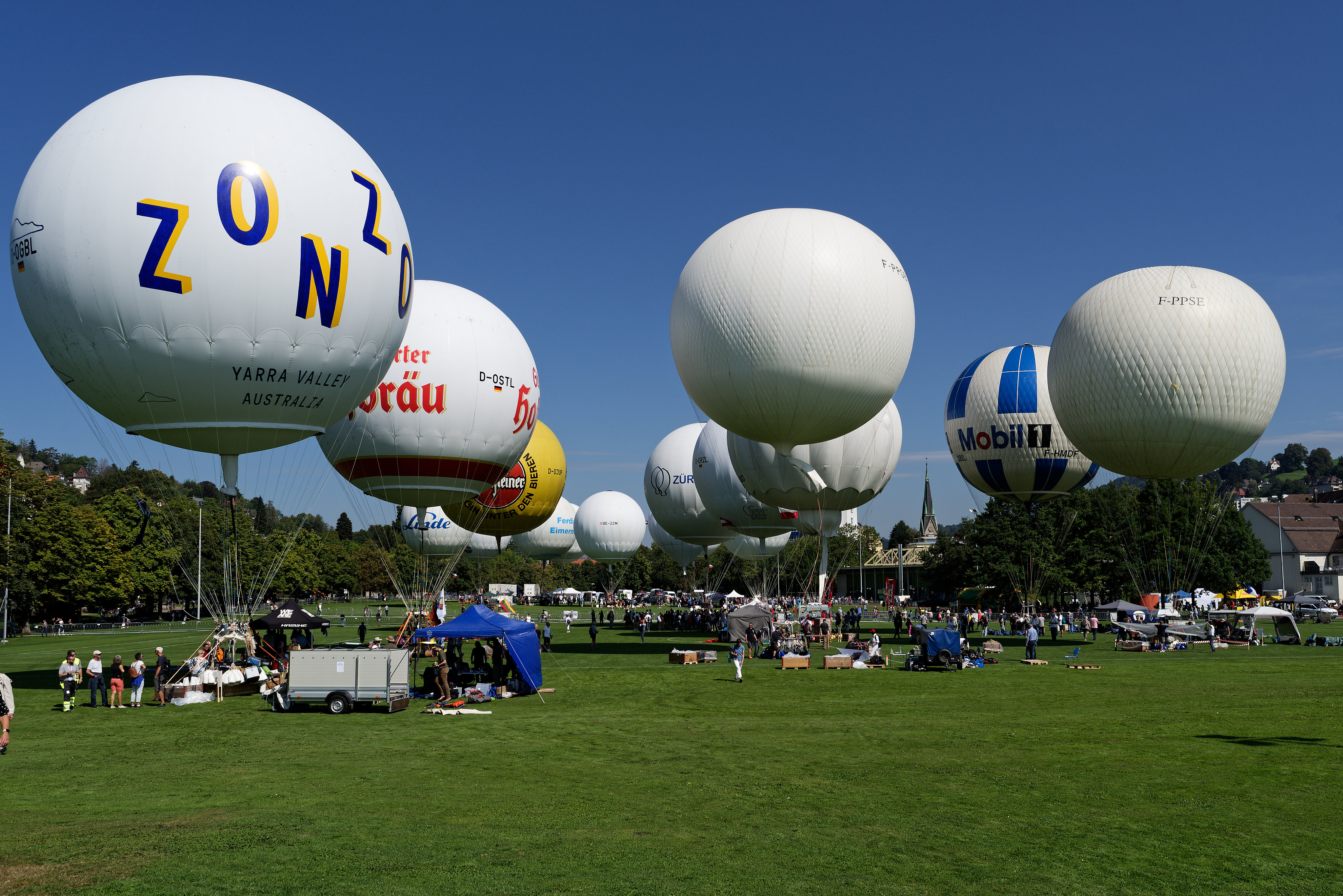
Gordon-Bennett-Cup 2022 Startplatz in Sankt Gallen

Der erste Wettbewerb wurde am 30. September 1906 in Paris ausgetragen und von dem US-Amerikaner Frank Purdy Lahm (1877–1963) gewonnen, der zusammen mit seinem Copiloten Henry Hersey nach mehr als 640 km die Nordostküste Englands erreichte.
Im Jahr 1907 fand der Wettbewerb das erste Mal in St. Louis in den Vereinigten Staaten statt. Es siegte der deutsche Ballon Pommern mit dem Ballonführer Oskar Erbslöh und dem amerikanischen Meteorologen Henry Helm Clayton, dessen Reise erst bei Asbury Park am Atlantik endete. Der Vorsprung vor dem französischen Ballon Isle de France betrug nur 11 km. Im Jahr 1908, als in Berlin gestartet wurde, erreichte das Schweizer Team mit 73 Stunden eine Rekordfahrtzeit, die bis 1995 Bestand hatte. 1909 wurde der Wettbewerb in Zürich ausgerichtet. Im Jahr 1910 war die weiteste Fahrtstrecke von St. Louis 1.887 km lang. Der Ballon landete nördlich von Quebec in Kanada. Die beiden Piloten Alan Ramsay Hawley und Augustus Post benötigten anschließend vier Tage zu Fuß, um eine bewohnte Gegend zu erreichen, Hauptmann Hugo von Abercron und August Blankertz, die hinter dem zweitplatzierten Hans Gericke mit der Weite von 1.720 km den dritten Platz belegten, waren ganze zehn Tage in den kanadischen Wäldern verschollen. Ihr Ballon Düsseldorf wurde erst drei Monate später von Inuit gefunden.
Nach der Unterbrechung durch den Ersten Weltkrieg wurde der Wettbewerb jährlich durchgeführt, nach dem Zweiten Weltkrieg aber erst im Jahr 1983 unter Federführung der Fédération Aéronautique Internationale wieder aufgenommen.
Gewinnt ein Land den Pokal dreimal in Folge, so geht er in dessen Eigentum über. Das gelang 1924 erstmals der Mannschaft Belgiens, anschließend zweimal den Vereinigten Staaten (1928 und 1932) und 1935 Polen. Nach Neuaufnahme der Wettkämpfe 1983 ging der Pokal dank Josef Starkbaum zweimal bleibend an Österreich (1987 und 1990) und 2003 an Frankreich. Es ist üblich, dass der Gewinner für das folgende Jahr einen neuen Pokal stiftet.

## Zwischenfälle
Am 12. September 1995 kam es zu einem Zwischenfall, als drei am Wettbewerb beteiligte Ballone in den Luftraum von Belarus einfuhren. Obwohl Pläne für die Fahrt vorlagen und die Organisatoren des Rennens die belarussische Regierung bereits im Mai über das Rennen informiert hatten, schoss die belarussische Luftwaffe einen der Ballone, der in gesperrten Luftraum um einen Flugplatz eingeflogen war, mit einem Mi-24W-Hubschrauber ab, wobei die beiden amerikanischen Bürger Alan Fraenckel, 55, und John Stuart-Jervis, 68, die für die Virgin Islands starteten, getötet wurden.
Warum die beiden Ballonfahrer keine Versuche unternommen haben, per Funk Belarus direkt oder über die Wettkampfleitung zu informieren, obwohl das Logbuch der beiden nachweist, dass sie den Grenzübertritt bemerkt hatten, bleibt unklar. Zu dem Unglück trug weiterhin bei, dass die Organisatoren an den Tagen des Rennens zwar eine Freigabe bei der belarussischen Luftfahrtbehörde beantragten, diese Anfrage jedoch keine Daten über Kurs und Zeitpunkte des Grenzübertritts enthielt. Daraufhin stufte die BCOAT diese Anfrage als ungültig ein, erteilte keine Freigabe und es erfolgte keine Eintragung in den Flugplan. Warum die Organisatoren dies nicht bemerkten und darauf entsprechend reagierten, bleibt ebenso ungeklärt.
Die Hubschrauberbesatzung sah die Gondel des Ballons als leer an. Die Autopsie der Getöteten (bei beiden wurden Stimulanzien nachgewiesen) und die ermittelten Flugdaten bestätigten den Tod durch Aufprall auf den Boden und ließen vermuten, dass sie nach drei Tagen Fahrt in Höhen über 2000 m und wenig Schlaf entweder bewusstlos waren, tief schliefen oder aufgrund der Erschöpfung nicht mehr angemessen auf den Hubschrauber reagieren konnten. Von den anderen beiden Ballonen wurde einer zur Landung gezwungen und der dritte konnte – wegen sich verschlechternder Wetterverhältnisse – zwei Stunden später sicher landen. Die Ballonfahrer wurden für die Einreise nach Belarus ohne ein gültiges Visum bestraft und entlassen. Bis heute ist keine weitere Stellungnahme durch die belarussische Regierung erfolgt.
2010 geriet der Ballon USA-2 mit Richard Abruzzo und Carol Rymer Davis, den Siegern des Jahres 2004, am 29. September über der Adria in eine Gewitterfront. Der Ballon stürzte etwa 12 Meilen vor der Küste mit 80 km/h ab. Die Suche der italienischen und kroatischen Küstenwache wurde am 4. Oktober ergebnislos abgebrochen. Erst am 6. Dezember 2010 wurde der Ballonkorb mit den beiden Leichen von Fischern gefunden.

## Literatur

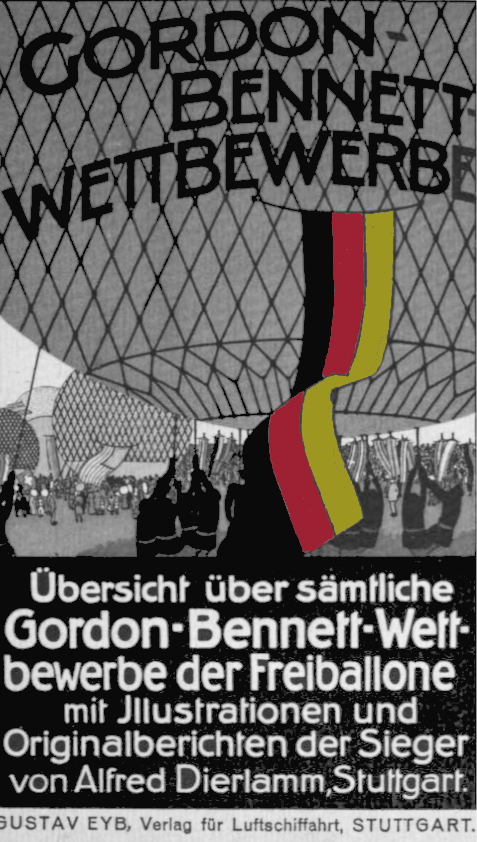
Titelseite, Gordon Bennett Wettbewerbe von Alfred Dierlamm (1906 bis 1912)

## Gewinner
| Datum              | Startpunkt                       | Mannschaftsmitglieder                           | Land                                            | Name des Ballons                                | Fahrtdauer [h]                                  | zurückgelegte Strecke [km]                      |
| ------------------ | -------------------------------- | ----------------------------------------------- | ----------------------------------------------- | ----------------------------------------------- | ----------------------------------------------- | ----------------------------------------------- |
| 30. September 1906 | Paris (Frankreich)               | Frank Purdy Lahm, Henry Hersey                  | Vereinigte Staaten                              | United States                                   | 22:15                                           | 641,10                                          |
| 21. Oktober 1907   | Saint Louis (Vereinigte Staaten) | Oskar Erbslöh, Henry Helm Clayton               | Deutsches Reich                                 | Pommern                                         | 40:00                                           | 1403,55                                         |
| 11. Oktober 1908   | Schmargendorf (Deutschland)      | Theodor Schaeck, Emil Messner                   | Schweiz                                         | Helvetia                                        | 73:01                                           | 1190,00                                         |
| 3. Oktober 1909    | Zürich (Schweiz)                 | Edgar W. Mix, Andre Roussel                     | Vereinigte Staaten                              | America II                                      | 35:07                                           | 1121,11                                         |
| 17. Oktober 1910   | Saint Louis (Vereinigte Staaten) | Alan Ramsay Hawley, Augustus Post               | Vereinigte Staaten                              | America II                                      | 44:25                                           | 1887,60                                         |
| 5. Oktober 1911    | Kansas City (Vereinigte Staaten) | Hans Gericke, Otto Duncker                      | Deutsches Reich                                 | Berlin II                                       | 12:28                                           | 757,84                                          |
| 27. Oktober 1912   | Stuttgart (Deutschland)          | Maurice Bienaimé, René Rumpelmayer              | Frankreich                                      | La Picardie                                     | 45:42                                           | 2191,00                                         |
| 12. Oktober 1913   | Paris (Frankreich)               | Ralph Hazlett Upson, Ralph Albion Drury Preston | Vereinigte Staaten                              | Goodyear                                        | 43:30                                           | 618,00                                          |
| 23. Oktober 1920   | Birmingham (Vereinigte Staaten)  | Ernest Demuyter, Mathieu Labrousse              | Belgien                                         | Belgica                                         | 40:15                                           | 1769,00                                         |
| 18. September 1921 | Brüssel (Belgien)                | Paul Armbruster, Louis Ansermier                | Schweiz                                         | Zürich                                          | 27:24                                           | 766,00                                          |
| 6. August 1922     | Genf (Schweiz)                   | Ernest Demuyter, Alexander Veenstra             | Belgien                                         | Belgica                                         | 25:49                                           | 1372,10                                         |
| 23. September 1923 | Brüssel (Belgien)                | Ernest Demuyter, Leon Coeckelbergh              | Belgien                                         | Belgica                                         | 21:00                                           | 1155,00                                         |
| 15. Juni 1924      | Brüssel (Belgien)                | Ernest Demuyter, Leon Coeckelbergh              | Belgien                                         | Belgica                                         | 43:16                                           | 714,00                                          |
| 7. Juni 1925       | Brüssel (Belgien)                | Alexander Veenstra, Philippe Quersin            | Belgien                                         | Prince Leopold                                  | 47:30                                           | 1345,00                                         |
| 30. Mai 1926       | Antwerpen (Belgien)              | Ward van Orman, Walter W. Morton                | Vereinigte Staaten                              | Goodyear III                                    | 16:37                                           | 864,00                                          |
| 10. September 1927 | Detroit (Vereinigte Staaten)     | Edward J. Hill, Arthur G. Schlosser             | Vereinigte Staaten                              | Detroit                                         | 48:00                                           | 1198,00                                         |
| 30. Juni 1928      | Detroit (Vereinigte Staaten)     | William E. Kepner, William O. Eareckson         | Vereinigte Staaten                              | US Army                                         | 48:00                                           | 740,80                                          |
| 28. September 1929 | Saint Louis (Vereinigte Staaten) | Ward van Orman, Alan L. McCracken               | Vereinigte Staaten                              | Goodyear VIII                                   | 24:00                                           | 548,94                                          |
| 1. September 1930  | Cleveland (Vereinigte Staaten)   | Ward van Orman, Alan L. McCracken               | Vereinigte Staaten                              | Goodyear VIII                                   | 27:56                                           | 872,00                                          |
| 25. September 1932 | Basel (Schweiz)                  | Thomas G. W. Settle, Wilfred Bushnell           | Vereinigte Staaten                              | US Army                                         | 41:20                                           | 1550,00                                         |
| 2. September 1933  | Chicago (Vereinigte Staaten)     | Franciszek Hynek, Zbigniew Burzyński            | Polen                                           | SP-ADS Kosciuszko                               | 38:32                                           | 1361,00                                         |
| 23. September 1934 | Warschau (Polen)                 | Franciszek Hynek, Władysław Pomaski             | Polen                                           | SP-ADS Kosciuszko                               | 44:48                                           | 1333,00                                         |
| 16. September 1935 | Warschau (Polen)                 | Zbigniew Burzyński, Władysław Wysocki           | Polen                                           | SP-AMY Polonia II                               | 57:54                                           | 1650,47                                         |
| 30. August 1936    | Warschau (Polen)                 | Ernest Demuyter, Pierre Hoffmans                | Belgien                                         | OO-BFM Belgica                                  | 46:24                                           | 1715,80                                         |
| 20. Juni 1937      | Brüssel (Belgien)                | Ernest Demuyter, Pierre Hoffmans                | Belgien                                         | OO-BFM Belgica                                  | 46:15                                           | 1396,00                                         |
| 11. September 1938 | Lüttich (Belgien)                | Antoni Janusz, Franciszek Janik                 | Polen                                           | SP-BCU LOPP                                     | 37:47                                           | 1692,00                                         |
| 3. September 1939  | Lemberg (Polen)                  | ausgefallen                                     | ausgefallen                                     | ausgefallen                                     | ausgefallen                                     | ausgefallen                                     |
| 1. Juli 1983       | Paris (Frankreich)               | Stefan Makné, Ireneusz Cieslak                  | Polen                                           | SP-BZO Polonez                                  | 36:00                                           | 690,00                                          |
| 13. Oktober 1984   | Zürich (Schweiz)                 | Karl Spenger, Martin Messner                    | Schweiz                                         | HB-BFC Jura                                     | 43:08                                           | 793,00                                          |
| 28. September 1985 | Genf (Schweiz)                   | Josef Starkbaum, Gert Scholz                    | Österreich                                      | HB-BBL Volksbank                                | 21:09                                           | 342,00                                          |
| 18. Oktober 1986   | Salzburg (Österreich)            | Josef Starkbaum, Gert Scholz                    | Österreich                                      | HB-BBL Volksbank                                | 19:11                                           | 272,43                                          |
| 3. Oktober 1987    | Seefeld (Österreich)             | Josef Starkbaum, Gert Scholz                    | Österreich                                      | HB-BBL Volksbank                                | 32:16                                           | 852,00                                          |
| 23. Oktober 1988   | Bregenz (Österreich)             | Josef Starkbaum, Gert Scholz                    | Österreich                                      | OE-PZS Polarstern                               | 41:09                                           | 1110,90                                         |
| 16. September 1989 | Lech (Österreich)                | Josef Starkbaum, Gert Scholz                    | Österreich                                      | OE-PZS Polarstern                               | 37:33                                           | 911,20                                          |
| 2. September 1990  | Lech (Österreich)                | Josef Starkbaum, Gert Scholz                    | Österreich                                      | OE-PZS Polarstern                               | 33:20                                           | 692,50                                          |
| 21. September 1991 | Lech (Österreich)                | Volker Kuinke, Jürgen Schubert                  | Deutschland                                     | D-EUREGIO                                       | 44:18                                           | 1039,40                                         |
| 19. September 1992 | Stuttgart (Deutschland)          | David Levin, James Herschend                    | Vereinigte Staaten                              | D-ASPEN                                         | 45:36                                           | 964,19                                          |
| 4. Oktober 1993    | Albuquerque (Vereinigte Staaten) | Josef Starkbaum, Rainer Röhsler                 | Österreich                                      | OE-PZS Polarstern                               | 59:29                                           | 1832,00                                         |
| 18. September 1994 | Lech (Österreich)                | Karl Spenger, Christian Stoll                   | Schweiz                                         | HB-BZH Stadt Wil                                | 31:01                                           | 825,14                                          |
| 9. September 1995  | Wil (Schweiz)                    | Wilhelm Eimers, Bernd Landsmann                 | Deutschland                                     | D-OCOL Columbus II                              | 92:11                                           | 1628,10                                         |
| 28. September 1996 | Warstein (Deutschland)           | Wilhelm Eimers, Bernd Landsmann                 | Deutschland                                     | D-OCOL Columbus II                              | 72:01                                           | 1286,90                                         |
| 7. September 1997  | Warstein (Deutschland)           | Vincent Leys, Jean François Leys                | Frankreich                                      | F-PPSE Le Petit Prince                          | 45:30                                           | 1732,50                                         |
| 12. September 1998 | Paris (Frankreich)               | Ausgefallen                                     | Ausgefallen                                     | Ausgefallen                                     | Ausgefallen                                     | Ausgefallen                                     |
| 1. Oktober 1999    | Albuquerque (Vereinigte Staaten) | Phillipe de Cock, Ronny Van Havare              | Belgien                                         | D-OCOX Belgica II                               | 40:15                                           | 1666,54                                         |
| 9. September 2000  | Saint-Hubert (Belgien)           | Wilhelm Eimers, Bernd Landsmann                 | Deutschland                                     | D-OOWE Columbus IV                              | 70:49                                           | 795,70                                          |
| 8. September 2001  | Warstein (Deutschland)           | Vincent Leys, Jean François Leys                | Frankreich                                      | F-PPSE Le Petit Prince                          | 77:47                                           | 1626,60                                         |
| 31. August 2002    | Châtellerault (Frankreich)       | Vincent Leys, Jean François Leys                | Frankreich                                      | F-PPSE Le Petit Prince                          | 69:59                                           | 1282,30                                         |
| 14. September 2003 | Arc-et-Senans (Frankreich)       | Vincent Leys, Jean François Leys                | Frankreich                                      | F-PPSE Le Petit Prince                          | 53:42                                           | 1596,50                                         |
| 29. August 2004    | Thionville (Frankreich)          | Richard Abruzzo, Carol Rymer Davis              | Vereinigte Staaten                              | N96YD Zero Gravity                              | 52:52                                           | 1803,36                                         |
| 1. Oktober 2005    | Albuquerque (Vereinigte Staaten) | Bob Berben, Benoît Siméons                      | Belgien                                         | N6326T                                          | 65:20                                           | 3400,39                                         |
| 9. September 2006  | Waasmunster (Belgien)            | Philippe De Cock, Ronny Van Havere              | Belgien                                         | D-OCOX Belgica 2                                | 66:53                                           | 2449,60                                         |
| 15. September 2007 | Brüssel (Belgien)                | Ausgefallen                                     | Ausgefallen                                     | Ausgefallen                                     | Ausgefallen                                     | Ausgefallen                                     |
| 7. Oktober 2008    | Albuquerque (Vereinigte Staaten) | David Hempleman-Adams, Jonathan Mason           | Vereinigtes Königreich                          | N4054N Lady Luck                                | 74:12                                           | 1768,67                                         |
| 5. September 2009  | Genf (Schweiz)                   | Sébastien Rolland, Vincent Leys                 | Frankreich                                      | F-PPSE Golden Eyes                              | 85:18                                           | 1588,294                                        |
| 25. September 2010 | Bristol (Vereinigtes Königreich) | Kurt Frieden, Pascal Witprächtiger              | Schweiz                                         | HB-QKF MM-Technics                              | 58:37                                           | 2434,31                                         |
| 10. September 2011 | Gap (Frankreich)                 | Sébastien Rolland, Vincent Leys                 | Frankreich                                      | F-PPSE Golden Eyes                              | 25:42                                           | 780,66                                          |
| 1. September 2012  | Ebnat-Kappel (Schweiz)           | Sébastien Rolland, Vincent Leys                 | Frankreich                                      | F-PPGB Villeneuve d’Ascq en Nord                | 69:02                                           | 1620,06                                         |
| 24. August 2013    | Nancy (Frankreich)               | Vincent Leys, Christophe Houver                 | Frankreich                                      | F-PPGB                                          | 73:33                                           | 1402,43                                         |
| 29. August 2014    | Vichy (Frankreich)               | Wilhelm Eimers, Matthias Zenge                  | Deutschland                                     | D-OTLI                                          | 61:35                                           | 1410,64                                         |
| 28. August 2015    | Pau (Frankreich)                 | Kurt Frieden, Pascal Witprächtiger              | Schweiz                                         | HB-QKF                                          | 68:21                                           | 2080,80                                         |
| 18. September 2016 | Gladbeck (Deutschland)           | Kurt Frieden, Pascal Witprächtiger              | Schweiz                                         | HB-QKF MM Technics                              | 58:12                                           | 1803,48                                         |
| 8. September 2017  | Freiburg (Schweiz)               | Vincent Leÿs, Christophe Houver                 | Frankreich                                      | F-PPGB                                          | 36:20                                           | 1836,06                                         |
| 28. September 2018 | Bern (Schweiz)                   | Mateusz Rękas, Jacek Bogdański                  | Polen                                           | D-OABD                                          | 58:28                                           | 1145,29                                         |
| 13. September 2019 | Montbéliard (Frankreich)         | Laurent Sciboz, Nicolas Tieche                  | Schweiz                                         | HB-QRV                                          | 82:03                                           | 1774,76                                         |
| 28. August 2020    | Breslau (Polen)                  | wegen der COVID-19-Pandemie verschoben auf 2021 | wegen der COVID-19-Pandemie verschoben auf 2021 | wegen der COVID-19-Pandemie verschoben auf 2021 | wegen der COVID-19-Pandemie verschoben auf 2021 | wegen der COVID-19-Pandemie verschoben auf 2021 |
| 20. August 2021    | Toruń (Polen)                    | Kurt Frieden, Pascal Witprächtiger              | Schweiz                                         | HB-QKF MM Technics                              | 85:10                                           | 1559,68                                         |
| 2. September 2022  | St. Gallen (Schweiz)             | Wilhelm Eimers, Benjamin Eimers                 | Deutschland                                     | D-OTLI                                          | 60:50                                           | 1572,36                                         |
| 7. Oktober 2023    | Albuquerque (Vereinigte Staaten) | Eric Decellieres, Benoit Havret                 | Frankreich                                      | F-PPSE Le Petit Prince                          | 85:49                                           | 2661,4                                          |
| 14. September 2024 | Münster (Deutschland)            | Christian Wagner, Steffi Liller                 | Österreich                                      | OE-ZZM                                          | 68:35                                           | 2111,16                                         |